# Palazzo Branca-Quagliano
Il palazzo Branca-Quagliano è un edificio storico di Potenza, ubicato nel centro cittadino, in via Pretoria.

## Storia
Il palazzo era originariamente di proprietà della famiglia Siani; il 24 febbraio 1799 fu teatro dell'assassinio dei fratelli rivoluzionari Nicola e Giovanni Siani, durante la repressione dei moti che avevano portato alla Repubblica Napoletana. All'inizio dell'ottocento passò ai Branca, casato di origine contadina che alla metà del settecento aveva assunto una posizione di rilievo economico e acquisito numerose proprietà in città, a seguito del matrimonio tra Gerardo Branca e Marianna Siani, genitori del patriota risorgimentale Ascanio Branca. Nel settembre del 1846 vi soggiornò il re Ferdinando II in visita a Potenza. Recentemente restaurato, è utilizzato anche per ospitare concerti di musica da camera.

## Architettura
Il portone principale dell'edificio si affaccia su via Pretoria; attraverso di esso si accede ad un atrio interno con pavimentazione a ciottoli, sormontato da una volta a crociera.